# Сумской троллейбус
Сумской троллейбус (укр. Сумський тролейбус) — троллейбусная система города Сумы Сумской области Украины. По состоянию на 2025 год имеется 17 маршрутов, 101,68 км сети и 70 машин.

## Маршруты (В настоящее время)
- 1 Белопольское шоссе (Белопольский путь) — ул. Приграничная (межпиковое время АЗС-2 — Депо)
- 2 Автовокзал — Завод «Керамейя»
- 3 Аэропорт — Вокзал (наружное кольцо) (отменён)
- 4 Аэропорт — Вокзал (внутреннее кольцо)
- 5 Роменское шоссе — 12-й микрорайон
- 6 Роменское шоссе — завод «Центролит» (отменён)
- 7 Школа № 26 — завод «Центролит»
- 8 Школа № 26 — Аэропорт (пиковый маршрут)
- 9 Школа № 26 — завод «Сумыхимпром» (пиковый маршрут)
- 10а Пансионат для ветеранов — 12-й микрорайон
- 11 Аэропорт — Роменское шоссе (пиковый маршрут) (отменён)
- 12 завод «Сумыхимпром» — Вокзал (пиковый маршрут)
- 13 Школа № 26 — завод «Центролит» (через вокзал, пиковый маршрут)
- 14 Аэропорт — 12-й микрорайон (пиковый маршрут)
- 15 ул. Прокофьева — Рынок — Вокзал — ул. Прокофьева
- 15а ул. Прокофьева — Вокзал — Рынок — ул. Прокофьева
- 16 Аэропорт — завод «Центролит» (пиковый маршрут) (отменён)
- 17 завод «Сумыхимпром» — 12-й микрорайон (пиковый маршрут)
- 18 завод «Центролит» — 12-й микрорайон (через вокзал, пиковый маршрут)
- 20 пр. Свободы — завод «Сумыхимпром» (пиковый маршрут)
- 21 Автовокзал — Ж/Д вокзал — ул. Сумской теробороны — Белопольское шоссе — Автовокзал

### Расписание движения
КП СМР «Електроавтотранс» публично обнародовало информацию по графикам движения троллейбусов на странице http://trolleybus.sumy.ua/timetable. Для удобства использования этой информации был создан сайт быстрого доступа к расписанию https://web.archive.org/web/20180326094417/http://rozklad.sumy.space/ подсказывающий время ближайших нескольких троллейбусов по введенному названию остановки.

### Стоимость проезда
В 2016 году стоимость однократной поездки составляла 1 гривна 25 копеек.
С 1 января 2017 года стоимость разовой поездки составляла 1 гривна 75 копеек.
С 1 апреля 2017 года стоимость однократной поездки составляла 2 гривны.
С 1 февраля 2018 года стоимость проезда составляла 2,50 гривны.
С 1 февраля 2019 года стоимость проезда составляет 4 гривны (для школьников и студентов 2 гривны).
С 16 октября 2021 года стоимость проезда составляет 6 гривен (для школьников — бесплатно, студенты со скидкой — 50%).
С 1 сентября 2023 года стоимость проезда составляет 8 гривен (для школьников — бесплатно, для студентов предусмотрен проездной билет стоимостью 160 гривен).

## История
Троллейбусное движение в Сумах было открыто 25 августа 1967 года 25 б/у троллейбусами МТБ-82 (из Москвы) и десятью новыми троллейбусами Киев-4 по маршруту № 1 «Красная площ. — ул. Харьковская — Химгородок» и кольцевому маршруту № 2 «Вокзал — просп. К. Маркса (сейчас — просп. Шевченко) — ул. Металлургов — ул. Горького — ул. Набережная — Красная площ. — ул. Ленина (сейчас ул. Соборная) — ул. Дзержинского (сейчас ул. Троицкая) — ул. Привокзальная — Вокзал» (кольцо)
В феврале 1968 года введена новая линия по просп. Карла Маркса (сейчас — просп. Шевченко) от ул. Металлургов до центра, пущен маршрут № 3 «Вокзал — просп. Карла Маркса — Химгородок».
6 ноября 1968 года введена новая линия от центра по ул. Ленина (сейчас — ул. Петропавловская) и 20-летия Победы до Телецентра, пущен маршрут № 4 «Вокзал — просп. Карла Маркса — Телецентр».
В сентябре 1969 года продлена линия от Химгородка до суперфосфатных цехов ПО «Химпром» (сейчас — ОАО «Сумыхимпром»), продлены маршруты № 1 и № 3.
В 1969 году окончено строительство депо на 50 мест в районе Химгородка.

### Маршруты на 1 января 1970 года
- 1 Красная площ. — Химкомбинат
- 2 Вокзал — ул. Горького — Телецентр — ул. Дзержинского — Вокзал (кольцевой)
- 3 Вокзал — просп. Карла Маркса — Химкомбинат
- 4 Вокзал — просп. Карла Маркса — Телецентр

20 февраля 1970 года введена новая линия «Телецентр — Аэропорт» по ул. Кирова, продлены маршруты № 2 и № 4.
В марте 1970 года введена новая линия «Красная площ. — Автовокзал» по ул. Красногвардейской, продлён маршрут № 1: «Автовокзал — Химкомбинат».
30 декабря 1970 года введены сразу 2 новые линии: «ул. Красногвардейская (сейчас ул. Ильинская) — Пединститут» и «Автовокзал — АЗС-2 (Белопольское шоссе)», пущены маршруты № 5 «Красная площ. — Пединститут» и № 6 «Фарфоровый завод (депо) — АЗС-2 (Белопольское шоссе)», а маршрут № 1 восстановлен до Красной площади.
В мае 1971 года введена новая линия от Химкомбината до Регенераторного завода (сейчас — РТИ-1: резинотехнических изделий), сюда продлён маршрут № 1: «Красная площ. — Регенераторный завод».
В январе 1972 года введена новая линия от ул. Металлургов по ул. Ремесленной, Курской и Брянской до завода «Центролит», пущен маршрут № 7 «Красная площ. — завод „Центролит“».
В июле 1973 года введена новая кольцевая линия в Химгородке по ул. Ахтырской, Августовской и Богуна до школы № 26 (СПТУ-6), сюда продлён маршрут № 6 «СПТУ-6 — АЗС-2 (Белопольское шоссе)», пущен новый маршрут № 8 «СПТУ-6 — Аэропорт».
В 1973 году депо расширено с 50 до 100 мест.

### Маршруты на 1 января 1975 года
- 1 Красная площ. — Регенераторный завод (завод РТИ-1)
- 2 Вокзал — ул. Горького — Аэропорт — ул. Дзержинского — Вокзал (кольцевой)
- 3 Вокзал — просп. Карла Маркса — Химкомбинат
- 4 Вокзал — просп. Карла Маркса — Аэропорт
- 5 Красная площ. — Пединститут
- 6 СПТУ-6 — АЗС-2 (Белопольское шоссе)
- 7 Красная площ. — завод «Центролит»
- 8 СПТУ-6 — Аэропорт

7 апреля 1978 года изменено движение троллейбусов в центре города: закрывалась часть проспекта Карла Маркса, линия перенесена на ул. Героев Сталинграда, достроена короткая односторонняя линия на ул. Засумской и просп. Шевченко.
В 1980-х годах маршрут № 1 вновь продлён от Красной площ. до Автовокзала: «Автовокзал — завод РТИ-1», пущен пиковый маршрут № 9 «завод „Химпром“ — СПТУ-6» и № 10 «Автовокзал — Аэропорт».
В мае 1989 года введена новая линия от завода РТИ-1 до завода РТИ-2 (сейчас — «Керамея»), сюда перенаправлен № 2: «Красная площ. (Центральный рынок) — завод РТИ-2», кольцевое движение троллейбусов было перенесено с трассы «Вокзал — просп. К. Маркса (сейчас — просп. Шевченко) — ул. Металлургов — ул. Горького — ул. Набережная — Красная площ. — ул. Соборная — ул. Дзержинского (сейчас ул. Троицкая) — ул. Привокзальная — Вокзал» на трассу «Вокзал — просп. К. Маркса — ул. Дзержинского (сейчас ул. Троицкая) — ул. Привокзальная — Вокзал», по которому пошли маршруты № 3 «Вокзал — просп. Шевченко (бывший просп. К. Маркса) — Аэропорт — ул. Дзержинского (сейчас ул. Троицкая) — Вокзал» и № 4 «Вокзал — ул. Дзержинского (сейчас ул. Троицкая) — Аэропорт — просп. Шевченко — Вокзал».
10 декабря 1989 года введена новая линия от ул. Харьковской до ул. Интернационалистов (технико-торговый центр «Берёзка», сейчас — 10-й микрорайон), сюда продлён маршрут № 5: «10-й микрорайон — Пединститут».

### Маршруты на 1 января 1990 года
- 1 Автовокзал — завод РТИ-1
- 2 Красная площ. (Центральный рынок) — завод РТИ-2
- 3 Вокзал — Аэропорт (внутреннее кольцо)
- 4 Вокзал — Аэропорт (внешнее кольцо)
- 5 10-й микрорайон — Пединститут
- 6 СПТУ-6 — АЗС-2 (Белопольское шоссе)
- 7 Красная площ. (Центральный рынок) — завод «Центролит»
- 8 СПТУ-6 — Аэропорт
- 9 завод «Химпром» — СПТУ-6
- 10 Автовокзал — Аэропорт

В июле 1990 года продлена линия на 10-й микрорайон от ул. Интернационалистов до ул. Черепина (название конечной осталось прежним), сюда продлён маршрут № 5, временно пущен маршрут № 11 «10-й микрорайон — завод „Химпром“» (закрыт в начале 1990-х).
12 января 1992 года введена новая линия «10-й микрорайон — ул. Дзержинского» по ул. Краснозвезденской, пущены маршруты № 12 «Вокзал — ул. Краснозвезденская — 10-й микрорайон — ПО „Химпром“» и № 13 «Вокзал — ул. Краснозвезденская — 10-й микрорайон — СПТУ-6».
В 1992 году в Сумах на маршруте № 5 началась эксплуатация троллейбусного поезда Владимира Веклича, состоящего из двух машин ЗиУ-682 с бортовыми номерами 210 и 215.
1 апреля 1992 года пущен «троллейбус-такси» по маршруту «10-й микрорайон — Вокзал — завод „Центролит“» (экспресс по двойному тарифу), к концу 1990-х прекратил существование.
В 1996 году начато строительство нового депо на ул. Курской. По состоянию на конец 2016 года оно так и не введено в эксплуатацию.
Во второй половине 1990-х годов пущены маршруты № 14 «Аэропорт — 10-й микрорайон» и № 15 «Центральный рынок — завод „Химпром“» (закрыты к 2000 году), закрыт (временно) маршрут № 10.
В 1996 году пущен новый маршрут № 11 «Пединститут (Педуниверситет) — Аэропорт».
В 1998 году пущен маршрут № 16 «Аэропорт — завод „Центролит“ (ОАО „Центролит“)» и удлинён маршрут № 13 от вокзала до ОАО «Центролит»: «СПТУ-6 — ОАО „Центролит“».

### Маршруты на 1 января 2000 года
- 1 Автовокзал — завод РТИ-1
- 2 Центральный рынок — завод РТИ-2 («Керамея»)
- 3 Вокзал — Аэропорт (внутреннее кольцо)
- 4 Вокзал — Аэропорт (внешнее кольцо)
- 5 10-й микрорайон — Педуниверситет
- 6 СПТУ-6 — АЗС-2 (Белопольское шоссе)
- 7 Центральный рынок — ОАО «Центролит»
- 8 СПТУ-6 — Аэропорт
- 9 ОАО «Сумыхимпром» — СПТУ-6
- 11 Педуниверситет — Аэропорт
- 12 Вокзал — 10-й микрорайон — ОАО «Сумыхимпром»
- 13 ОАО «Центролит» — 10-й микрорайон — СПТУ-6
- 16 Аэропорт — ОАО «Центролит»

23 августа 2002 года введена новая линия от 10-го микрорайона по ул. Черепина до 12-го микрорайона, сюда продлён маршрут № 5, пущены маршруты № 14, 17, 18:
- 5 Педуниверситет — 12-й микрорайон
- 14 Аэропорт — 12-й микрорайон
- 17 ОАО «Сумыхимпром» — 12-й микрорайон
- 18 ОАО «Центролит» — Вокзал — 12-й микрорайон

В начале 2000-х годов пущен новый маршрут № 15 «ОАО „Химпром“ — Центральный рынок», маршрут № 7 продлён от Центрального рынка до СПТУ-6: «СПТУ-6 — ОАО „Центролит“».
23 октября 2006 года пущен новый маршрут № 10 «ОАО „Центролит“ — Центральный рынок — 10-й микрорайон», продлён в 2007 году до 12-го микрорайона.
1 декабря 2006 года маршрут № 1 продлён от Автовокзала до АЗС-2: «АЗС-2 — завод РТИ-1», а маршруты № 6 и № 15 закрыты.
В 2007 году пущен новый маршрут № 6 «Педуниверситет — ОАО „Центролит“».
В 2008 году закрыт маршрут № 11,
В 2009 маршрут № 2 временно изменил движение до 10 микрорайона № 2 «10 — й микрорайон — завод РТИ — 2»
В 2010 маршрут № 2 снова изменил своё движение и следовал до автовокзала. № 2 « Автовокзал — завод РТИ — 2»
В 2011 году маршрут № 11 опять пущен в час пик в связи с учебным процессом (сентябрь-май).
В 2015 году была введена новая линия до Пансионата для ветеранов, создано маршрут 10А «Пансионат для ветеранов — 12-й микрорайон».
В 2017 году введена новая линия по ул. Прокофьева, создано два маршрута: № 15 «ул. Прокофьева — Рынок — Вокзал — ул. Прокофьева», № 15А «ул. Прокофьева — Вокзал — Рынок — ул. Прокофьева».
В 2020 году осенью был введён маршрут № 20 «ул. Прокофьева — завод «Сумыхимпром».
В 2021 году в связи с проблемой контактной сети по ул. Троицкой, по который едут троллейбусы, временно был изменён маршрут № 3 (Аэропорт — ул. Герасима Кондратьева (в прошлом ул. Кирова) — ул. Петропавловская — Набережная р. Стрелки (Рынок) — ул. Горького — ул. Леваневского — проспект Тараса Шевченка — Набережная р. Стрелки — ул. Петропавловская — ул. Герасима Кондратьева — Аэропорт) и № 4 (Аэропорт — ул. Герасима Кондратьева — ул. Петропавловская — Набережная р. Стрелки (Рынок) — проспект Тараса Шевченка — ул. Леваневского — ул. Горького — Набережная р. Стрелки — ул. Петропавловская — ул. Герасима Кондратьева — Аэропорт). 26 марта 2021 года выехали новые троллейбусы. В связи с этим троллейбус №3 и №4 вернулись в исходный маршрут.
1 ноября 2021 года был восстановлений маршрут №14 Аэропорт — Героев Крут (12 - микрорайон).
23 декабря 2021 года появился новый маршрут №21 Автовокзал — Автовокзал (кольцо). Маршрут проходит : Автовокзал — Ильинская ул. — Покровская площадь — ул. Героев Сумщины — Троицкая ул. — Привокзальная ул. — Ж/Д вокзал — ул. Леваневского — ул. Металлургов — Курская ул. — ул. Ковпака — Белопольское шоссе — Автовокзал.

## Подвижной состав
В настоящее время маршруты обслуживаются машинами типа:
- ЗиУ-9 (34 работающих машин из 262 всех поступивших) с 1972 года
- ЮМЗ-Т1 (1 машина из 5) с 1992 года
- ЮМЗ-Т2 (8 машин) с 1996 года
- ElectroLAZ-12D1 (2 машины) с 2009 года
- Богдан Т701.17 (20 машин) с 2015 года
- АКСМ-321 (4 машины) с 2017 года
- Еталон Т12110 (4 машины) с 2018 года

Ранее были также:
- МТБ-82 (33 машины) в 1966—1972
- Киев-4 (57 машин) в 1967—1977
- Киев-6 (40 машин) в 1970—1981
- ЗИУ-5 (6 машин) в 1971—1975
- ЗиУ-10 (10 машин) в 1994—2023[8]